# Hussigny-Godbrange
Hussigny-Godbrange település Franciaországban, Meurthe-et-Moselle megyében. Lakosainak száma 3921 fő (2022. január 1.). Hussigny-Godbrange Differdange, Rédange, Haucourt-Moulaine, Herserange, Saulnes, Thil, Tiercelet és Villers-la-Montagne községekkel határos.

## Népesség
A település népességének változása:
| Lakosok száma | 3499 | 2871 | 2827 | 3186 | 3489 | 3514 | 3571 | 3693 | 3860 | 3921 |
|               | 1968 | 1982 | 1990 | 2006 | 2013 | 2015 | 2017 | 2019 | 2020 | 2022 |